# Лутовка (Житомирская область)
Лу́товка (укр. Лутівка) — село на Украине, находится в Радомышльском районе Житомирской области.
Код КОАТУУ — 1825085501. Население по переписи 2001 года составляет 1250 человек. Почтовый индекс — 12245. Телефонный код — 4132. Занимает площадь 8,734 км².

## Адрес местного совета
12245, Житомирская область, Радомышльский р-н, с.Лутовка